# José Ángel Ruiz López
José Ángel Ruiz López, més conegut com a Cholo, és un exfutbolista castellanolleonès. Va nàixer a Burgos el 2 d'abril de 1962. Ocupava la posició de davanter.

## Trajectòria
Comença a destacar al Burgos, d'on és fitxat pel Reial Madrid per jugar amb el seu filial, el Castella. Tot i això, a la 82/83 hi juga dos partits amb el Madrid a primera divisió. A la 84/85 és cedit al Reial Saragossa, on marca vuit gols. Retorna al conjunt madrileny, però roman a la suplència. Eixe any, el seu club guanyaria la Lliga i la Copa de la UEFA.
Sense lloc al Reial Madrid, a l'estiu de 1986 fitxa pel Sevilla FC. Realitza una bona campanya a l'equip andalús, amb 12 gols en 32 partits, però aniria de més a menys i passaria de titular a suplent, només jugant sis partits de la 89/90. Eixe any deixa el Sevilla i marxa al CA Osasuna.
Al conjunt navarrès hi roman durant tres campanyes, sense ser titular però amb força aparicions. La temporada 93/94 retorna al Real Burgos, que militava a Segona Divisió. És titular amb els castellans, que baixen a Segona B. En total, ha sumat 207 partits i 49 gols a primera divisió.
Posteriorment a la seua retirada, ha format part de l'equip tècnic del modest AD Plus Ultra.